# ذا إدج أوف نايت
ذا إدج أوف نايت (بالإنجليزية: The Edge of Night)‏ هو مسلسل جريمة وغموض تم إنتاجه في الولايات المتحدة. بدأ عرضه في سنة 1956. بلغ عدد مواسم المسلسل 28 موسما، بلغ عدد حلقاته 7420 حلقة، وتبلغ مدة الحلقة الواحدة 30 دقيقة. تم بث المسلسل لأول مرة بتاريخ 2 أبريل 1956 بينما تم بث آخر حلقة منه بتاريخ 28 ديسمبر 1984. من بطولة دونالد ماي ولورنس هوغو. فاز المسلسل بجائزة إيمي دايتايم لأفضل مسلسل دراما وفاز أيضا بجائزة إدغار.

## وصلات خارجية
- ذا إدج أوف نايت على موقع IMDb (الإنجليزية)
- ذا إدج أوف نايت على موقع كينوبويسك (الروسية)
- ذا إدج أوف نايت على موقع ألو سيني (الفرنسية)
- ذا إدج أوف نايت على موقع قاعدة بيانات الفيلم (الإنجليزية)